# Jerzy Kukuczka
Józef Jerzy Kukuczka (Katowice, 24 marzo 1948 – Lhotse, 24 ottobre 1989) è stato un alpinista polacco, detto Jurek, noto per le sue imprese d'alta quota. In particolare, 3 prime assolute invernali sugli ottomila himalayani.

## Biografia
Il 18 settembre 1987, un anno dopo Reinhold Messner, è divenuto il secondo uomo a scalare tutte le quattordici vette che superano gli 8.000 metri sul livello del mare. Tuttavia in vita non raggiunse mai un riconoscimento mediatico internazionale proporzionale alle imprese compiute, nonostante avesse compiuto l'ascesa di tutte le vette nella metà del tempo impiegato da Messner (8 anni anziché 16), aprendo nuove vie di difficoltà maggiore oppure scalando in inverno.
(Reinhold Messner)
Sono note le difficoltà economiche e politiche attraversate dalla Polonia fra la fine degli anni '70 e l'inizio degli anni '80: Kukuczka e molti altri alpinisti polacchi finanziavano le loro spedizioni dipingendo le ciminiere delle fabbriche con grande velocità, utilizzando le corde e le tecniche di alpinismo invece dei convenzionali ponteggi. Prima che arrivasse qualche sponsor o il sostegno del Ministro dello sport, Jurek, col suo gruppo, si diede al contrabbando (fingevano furti o incidenti in modo da giustificare l'abbattimento del 90% del materiale tecnico che trasportavano ai campi base). Nel suo libro Il mio mondo verticale emergono molti aspetti legati alla povertà delle loro spedizioni, specie se confrontate con quelle occidentali nello stesso periodo. Nel 1986 prese parte insieme a Tadeusz Piotrowski alla spedizione internazionale al K2, guidata da Karl Maria Herrligkoffer:
"La differenza era avvertibile sin dai primi momenti. Già a Karachi, quando io e Tadek prelevavamo tutto il bagaglio della spedizione alla dogana, cominciavamo a essere preoccupati: in ogni momento ci chiedevano di fare dei pagamenti, a ogni passo dovevamo tirar fuori dalla tasca cinquanta o cento rupie e i nostri spiriti si ribellavano. Eravamo così arrabbiati che telefonammo a Herrligkoffer, che ci aspettava a Islamabad. E qui invece di una parola di sostegno o consiglio sentimmo: «Non capisco cosa volete. Pagate quanto vogliono, pagate anche cinque volte tanto, non preoccupatevi». Come è possibile parlare con uno così, quando fin dal primo mio viaggio all'estero avevo imparato a contare ogni centesimo e pensare a lungo prima di spendere ogni rupia? A volte capitava di perdere due giorni in più solo per poter trovare qualcosa a dieci rupie in meno. E Karl diceva al telefono, chiaramente disgustato dalla piccolezza dei nostri problemi: «Se si deve pagare cinquemila, paga cinquemila. Che problema c'è?»".

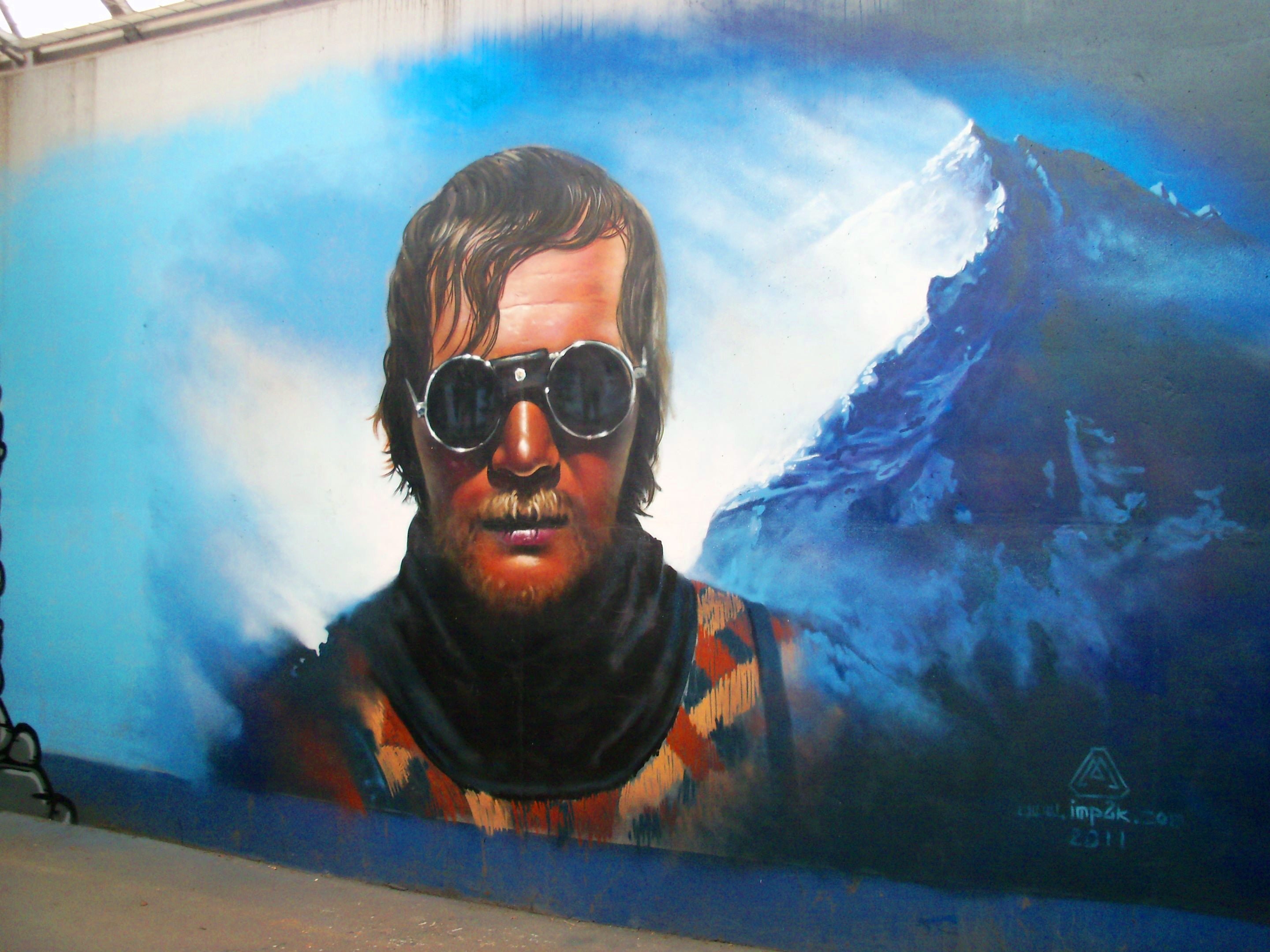
Dipinto murale raffigurante Jerzy Kukuczka a Katowice

Kukuczka è stato il primo alpinista a scalare in invernale quattro ottomila: il Dhaulagiri I e il Cho Oyu nel 1985, il Kanchenjunga nel 1986 e l'Annapurna I nel 1987, di cui tre in prima assoluta (la prima invernale del Cho Oyu è stata effettuata 3 giorni prima della salita di Kukuczka). Fu un acceso fautore dello stile alpino applicato alle montagne del Karakoram e dell'Himalaya.
Nel 1989 l'avversario storico, Reinhold Messner, fallì la scalata dell'inviolata parete sud del Lhotse, in Nepal; iniziò dunque una forte pressione mediatica affinché Jurek completasse l'opera per "vendicare lo smacco" di essere arrivato secondo nella conquista dei 14 ottomila (anche se complessivamente ci aveva messo meno tempo). A capo d'una spedizione di 13 elementi, sostenuti dal governo polacco, Jurek partì per quella che voleva fosse l'ultima sua impresa prima di dedicarsi a tempo pieno alla sua famiglia; purtroppo, decise all'ultimo momento di aprire una nuova e difficile via invece che provare con la tradizionale, trovando come unico partner l'amico Ryszard Pawlowski.
Il 24 ottobre 1989 a 8.200 metri di altezza, in un punto considerato abbastanza facile, Jurek scivolò per via della neve che copriva il ghiaccio: un ancoraggio si staccò a causa dell'elevata velocità e una corda usata, che aveva comprato in un mercato di Kathmandu, si ruppe di colpo su una roccia granitica facendolo cadere nel precipizio; molte sono state le congetture sul comportamento di Pawlowski, che secondo molti avrebbe tagliato la corda per evitare di cascare pure lui nel vuoto e "reo" di aver lasciato la fune dell'incidente (cosa che in realtà succede di norma) in quota. I compagni di cordata finsero di aver ritrovato e seppellito il corpo di Jurek, in modo che la famiglia percepisse quel sussidio che altrimenti non veniva concesso alle famiglie dei dispersi.

### Riconoscimenti
Kukuczka è considerato uno dei migliori alpinisti di sempre.
Nello scalare i quattordici ottomila ha aperto dieci nuove vie, e per quattro volte ha raggiunto la vetta in inverno. Nel 1986 ha scalato il K2 aprendo, con Tadeusz Piotrowski, una nuova via sulla parete sud (la "Via Polacca"), che risulta essere la più difficile poiché estremamente esposta alle valanghe e molto pericolosa, oltre che estremamente impegnativa del punto di vista tecnico (Kukuczka parla di difficoltà intorno al quinto grado superiore attorno agli 8.300 metri di quota), definita da Reinhold Messner una "via suicida". Kukuczka guidò ogni singolo tratto di arrampicata. Durante la discesa, stremato per i 4 bivacchi consecutivi al di sopra degli 8.000 metri senza cibo né acqua, Piotrowski perse i ramponi, cadde nel vuoto e sparì per sempre in un precipizio. Kukuczka riuscì a rientrare al campo base a prezzo di enormi fatiche. Nessuno ha mai tentato di ripetere l'impresa.
Kukuczka ha scalato tutti gli ottomila usando l'ossigeno supplementare solo occasionalmente sull'Everest, durante la prima ascensione del Pilastro Sud.
In soli 8 anni, Kukuczka ha portato a termine le seguenti quindici spedizioni:
1. 1979 - Lhotse - via normale;
2. 1980 - Everest - nuova via con Andrzej Czok[5];
3. 1981 - Makalu - nuova via, in solitaria;
4. 1982 - Broad Peak - via normale, in stile alpino;
5. 1983 - Gasherbrum II - nuova via, in stile alpino;
6. 1983 - Gasherbrum I - nuova via, in stile alpino;
7. 1984 - Broad Peak - nuova via, in stile alpino;
8. 1985 - Dhaulagiri I - prima ascesa invernale con Andrzej Czok[6];
9. 1985 - Cho Oyu - invernale (come secondo team con Andrzej Heinrich), nuova via[7];
10. 1985 - Nanga Parbat - nuova via;
11. 1986 - Kangchenjunga - prima ascesa invernale con Krzysztof Wielicki[8][9];
12. 1986 - K2 - nuova via, in stile alpino;
13. 1986 - Manaslu - nuova via, in stile alpino;
14. 1987 - Annapurna I - prima ascesa invernale con Artur Hajzer[10];
15. 1987 - Shisha Pangma - nuova via, in stile alpino.

## Filmografia
- Jurek (2014). https://www.netflix.com/it/title/81306463[collegamento interrotto]